# Crêpe Suzette
Cet article concerne une spécialité gastronomique. Pour le roman « Crêpe Suzette », voir Fred Kassak.
Une crêpe Suzette est un dessert français composé d'une crêpe au beurre Suzette, une sauce à base de sucre caramélisé et de beurre, de jus de mandarine ou d'orange, de zeste et de liqueur Grand Marnier ou de curaçao. Les crêpes Suzette sont généralement servies flambées, même si certains ouvrages de cuisine notent que dans la recette originale, elles sont servies non flambées.

## Historique
Les légendes autour de la création de cette recette sont nombreuses. Plusieurs cuisiniers ou restaurants se sont attribué ou vu attribuer l'invention de la crêpe Suzette.

### Auguste Escoffier
La création de la recette est souvent attribuée à Auguste Escoffier, en 1890, alors chef de cuisine de l’hôtel Savoy à Londres,. Auparavant, il avait été le chef de cuisine du Grand Hôtel de César Ritz, où avait été popularisée la liqueur de Grand Marnier. Selon cette hypothèse, Escoffier aurait préparé des crêpes aromatisées au curaçao pour le prince de Galles et futur roi d’Angleterre Édouard VII. Ce dernier aurait suggéré de donner au dessert le prénom de Suzanne Reichenberg, l'actrice de la Comédie-Française qui l’accompagnait. En 1903, la recette figure dans le Guide culinaire d'Escoffier. D'autres sources contestent la paternité d'Escoffier dans cette invention.

### RestaurantsPaillardetMaire
En 1891, le restaurant Paillard, propriété de Louis Auguste Paillard et situé au 2, rue de la Chaussée-d'Antin et 38, boulevard des Italiens, sert déjà des crêpes dites Suzette. Le restaurant Maire, également propriété de Paillard, situé au coin des boulevards de Strasbourg et Saint-Denis, en propose également : en 1893, un encart publicitaire, paru dans l'édition parisienne du New York Herald, mentionne, parmi les « créations de la maison », la crêpe Suzette. En 1929, Léon Daudet reprend l'information dans son livre Paris vécu : « Au coin du boulevard de Strasbourg et du boulevard Saint-Denis se trouvait et se trouve peut-être encore le restaurant Maire, excellent, ou nous avons souvent soupé gaîment […] La spécialité de la maison était alors la crêpe — dite Suzette — à la confiture, à laquelle on incorporait une vieille eau-de-vie, qui faisait bien dans le paysage. »

### Henri Charpentier
Le Niçois Henri Charpentier a été apprenti pâtissier au Café de Paris à Monte-Carlo. Devenu un chef célèbre aux États-Unis, il a raconté dans son autobiographie Life à la Henri: Being the Memories of Henri Charpentier comment il aurait inventé la crêpe Suzette. Sa version contient certains éléments en commun avec la « version Escoffier », en y ajoutant l'étape du « flambage ». Préparant des crêpes à l'orange imbibées de cognac pour le prince de Galles, Charpentier aurait enflammé par accident la liqueur. Sans se démonter, le jeune pâtissier aurait raconté au prince de Galles avoir inventé la recette intentionnellement à l'occasion de sa venue et l'avoir baptisé « crêpe Princesse ». À la suite de quoi le prince aurait demandé à Charpentier de lui donner le nom d'une petite fille qui figurait parmi les convives. Si cette version paraît improbable — Charpentier est né en 1880, soit une dizaine d'années seulement avant l'apparition de la crêpe Suzette dans les restaurants — il reste possible qu'il ait innové en flambant la crêpe, au lieu de simplement l'aromatiser.

### M. Joseph
Selon une autre légende, la crêpe Suzette a été créée par un certain M. Joseph, chef pâtissier au restaurant parisien Le Marivaux, en 1897, qui fournissait alors régulièrement des crêpes à la Comédie-Française. Dans cette version encore, c'est la comédienne Suzanne Reichenberg qui aurait inspiré le pâtissier.

## Préparation
Préparer des crêpes, avec une pâte constituée de farine, d'œufs, de lait, de sucre. Préparer un beurre de mandarine, en mélangeant du beurre pommade, du sucre, le jus et le zeste de mandarines. Tartiner les crêpes de cette préparation. Contrairement à une idée reçue, les crêpes Suzette n'étaient initialement pas flambées. D'autres recettes plus tardives utilisent de l'orange et imbibent la crêpe de fine champagne et de Grand Marnier, avant de la flamber.

### Variantes
La crêpe Micheline, créée à Bordeaux en hommage à Micheline Banzet, suit le même principe que la crêpe Suzette, en remplaçant la mandarine par de la pâte à tartiner chocolat-noisette et le curaçao par du whisky.
Les crêpes Laurette sont des crêpes Suzette sur lesquelles on pose au centre une cuillère à dessert de confiture de groseilles de Bar-le-Duc, avant de les replier en quatre et de les servir chaudes.